# 가모노 마부치

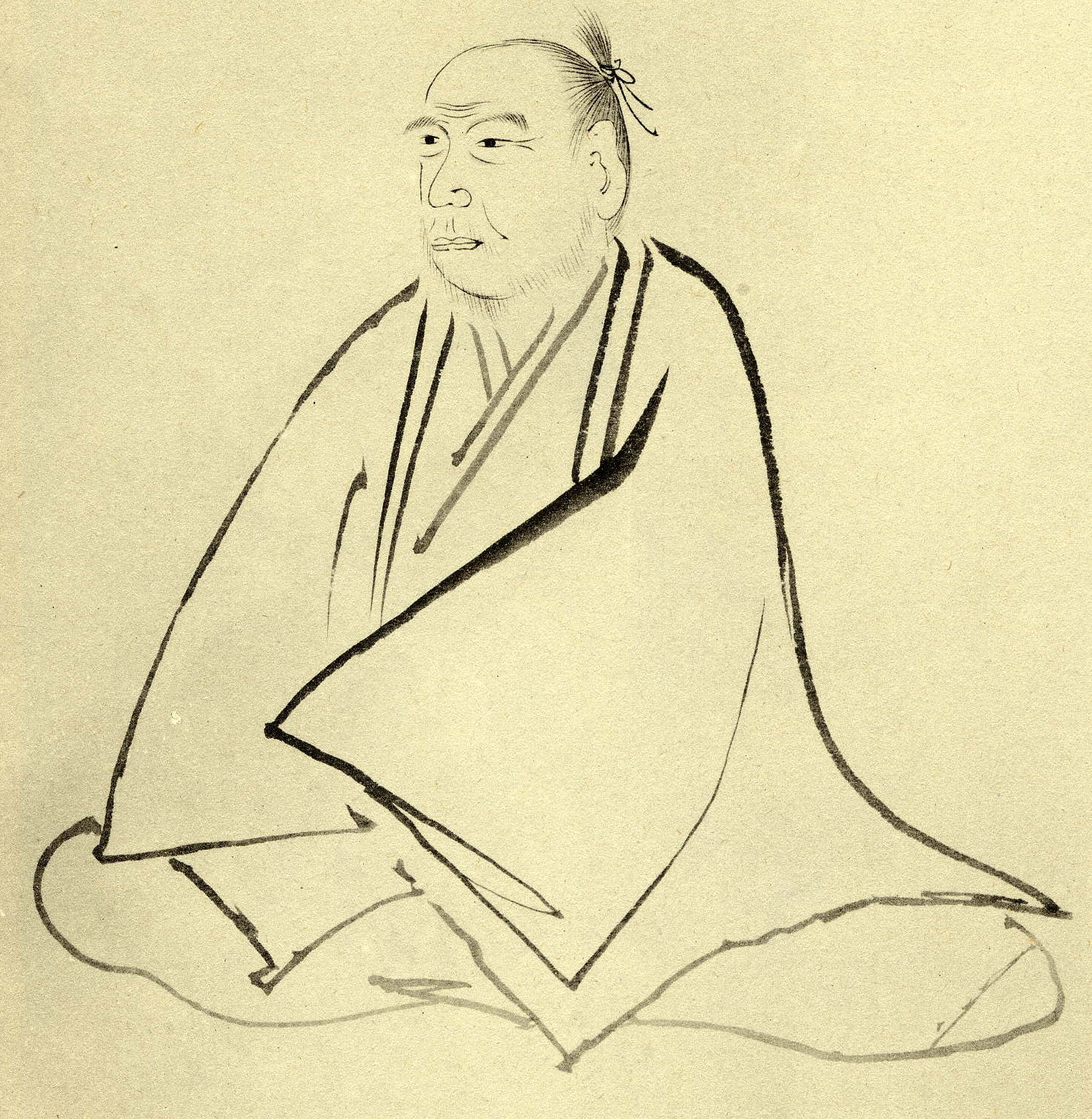

가모노 마부치(일본어: 賀茂 の 真淵: 1697년 4월 24일(겐로쿠 10년 3월 4일)-1768년 11월 27일(메이와 6년 10월 30일))는 에도 시대 중기의 국학자, 시인이다. 
가다노 아즈마마로(荷田春満), 모토오리 노리나가, 히라타 아쓰타네와 함께 일본 국학사대인(国学の四大人)으로 꼽히며, 그 문하의 학맥을 현거학파(県居学派) 또는 현문(県門)이라고 칭했다.

## 개요
가다노 아즈마마로의 제자로, 『만엽집』(万葉集) 등 일본의 고전 연구를 통해 고대 일본인의 정신을 연구하고, 와카(和歌)에 있어서는 고풍(古風)을 존중하는 이른바 '만요주의'(万葉主義)를 주장하여 와카의 혁신에 공헌하였다는 평을 받았다. 또한 인위적인 군신(君臣) 관계를 중시하는 성리학적 도덕을 부정하고, 일본 고전에 의거해 고대 일본인의 정신성의 순수한 영성, 가식과 작위 없는 자연의 심정과 태도야말로 인간의 본래적 모습이니 그 시절로 돌아가야 한다는 이른바 '고도설'(古道説)을 확립했다.
제자인 가토 지카게(加藤千蔭)는 스승 가모노 마부치의 모습을 술회하면서 「(마부치의) 겉모습은 여느 사람과 많이 달라 자못 명민함이 부족하고 머리 회전이 느린 사람으로도 보이기도 했지만, 때때로 그의 말에는 일본인의 진정한 마음이 불쑥 튀어나왔다. 그때마다 그는 흠잡을 데 없는 웅변을 펼쳤다.」(外見は普通の人とかなり異なっており、ややもすると明敏さに欠ける頭の回転の鈍い人とも見受けられそうだったが、時々彼の言葉には日本人の真の心が突如として迸りでた。その時には非の打ちどころのないほど雄弁になった。)라고 한다. 
주요 저서로 『가의고』(歌意考), 『만엽고』(万葉考), 『국의고』(国意考), 『축사고』(祝詞考), 『문의고』(文意考), 『오의고』(五意考), 『관사고』(冠辞考), 『신악고』(神楽考), 『겐지모노가타리 신석』 『고토바모쿠사』(ことばもゝくさ) 등이 있으며, 그의 전집(全集)이 메이지(明治) 시대에 『가모 마부치 전집』(6권, 일본 국학원國學院편, 깃카와 고분칸吉川弘文館), 쇼와(昭和) 초기에 『증정(増訂) 가모 마부치 전집』(12권, 사사키 노부쓰나佐佐木信綱 감수, 깃카와 고분칸) 및 『교본(校本) 가모 마부치 전집』(사상편思想編 상하, 고분칸弘文堂), 쇼와 후기에 『가모 마부치 전집』(전 28권으로 다만 7권분은 간행되지 않았다. 久松潜一 감수, 속군서유종완성회続群書類従完成会)이 간행된다. 
야스쿠니 신사 제2대 대궁사를 맡은 가모 미즈호는 그 후손이다.

## 생애
겐로쿠(元禄) 10년(1697년) 도토미 국(遠江国) 후치 군(敷智郡) 하마마쓰 장(浜松庄) 이바 촌(伊庭村, 시즈오카 현 하마마쓰 시)에서 오카베 마사노부(岡部政信)의 3남으로 태어났다. 오카베 가문은 가모 신사(賀茂神社)의 말사(末社) 신직(神職)을 대대로 맡아온 집안으로 아버지 마사노부는 분가 계통으로써 농사일을 하고 있었다.
호에이(宝永) 4년(1707년), 10세 때에 스기우라 구니아키라(杉浦国頭)로부터 처음 학문을 배웠다. 구니아키라는 에도의 국학자 가타노 아즈마마로의 제자로 아즈마마로의 조카딸 마사키(真崎)를 아내로 맞아 하마마쓰에서 사숙(私塾, 개인 서당)을 열었다. 마부치는 교호(享保) 8년(1723년)에 혼인하였는데, 마부치의 아내는 그의 학문 인생을 지지하고 응원했던 사려 깊은 인물로 알려져 있다. 그러나 마부치의 아내는 이듬해에 세상을 떠났다.
이듬해 교호 10년에는 하마마쓰슈쿠(浜松宿) 와키모토쓰(脇本陣)의 주인 우메야 가타요시(梅谷方良)의 양자가 되었다. 30세가 지났을 무렵 집을 떠나서 교토로 가서 가타노 아즈마마로를 스승으로 학문을 배웠다. 겐분(元文) 원년(1736년)에 아즈마마로가 사망하고 하마마쓰로 돌아와 우메야 가에서 양자를 맞이하였다. 이듬해 겐분 2년(1737년)에는 에도로 이주하여 국학(国学)을 강의하였다. 엔쿄(延享) 3년(1746년), 50세가 된 가모노 마부치는 미산쿄(御三卿) 다야스 도쿠가와 가(田安徳川家)의 화학어용괘(和学御用掛)가 되어 도쿠가와 무네타케(徳川宗武)에게 출사하였다.
호레키(宝暦) 13년(1763년) 모토오리 노리나가가 이세 신궁(伊勢神宮) 여행 도중 이세의 마쓰자카(松阪)의 여관에 묵고 있던 마부치를 찾아왔고, 그로부터 생애 처음이자 마지막이 될 가르침을 받았다. 이날 가모와 모토오리의 만남을 가리켜 「마쓰자카에서의 하룻밤」(松阪の一夜)이라고 부른다. 노리나가는 훗날 그의 문하에 들었고, 이후 문통(文通)이 『만요슈 문목』(万葉集問目)으로 이어졌다. 
1769년에 가모노 마부치는 사망하였다. 향년 73세였다.

## 같이 보기
- 국학 (일본사)
- 만엽집
- 신토
- 국수주의 (일본)
- 진심
- 모토오리 노리나가

### 설명
1. ↑  에도 시대 가도(街道)의 역참마다 다이묘 등 고위 인사들을 위한 숙소가 마련되어 있었는데 이를 모토쓰(本陣)라고 한다. 와키모토쓰는 이 모토쓰의 보조 숙사이다.